# سنفرد جنوبی (مین)
سنفرد جنوبی(به انگلیسی: South Sanford) شهری در ایالت مین کشور ایالات متحده آمریکا است که جمعیت آن در سرشماری سال ۲۰۱۰ میلادی، ۴٬۵۳۶ نفر بوده‌است.